# Redondesco
Redondesco es una localidad y comune italiana de la provincia de Mantua, región de Lombardía, con 1.387 habitantes.

## Evolución demográfica
| Gráfica de evolución demográfica de Redondesco entre 1861 y 2001 |
|                                                                  |
| Fuente ISTAT - elaboración gráfica de Wikipedia                  |